# St. Joseph (Inneberg)

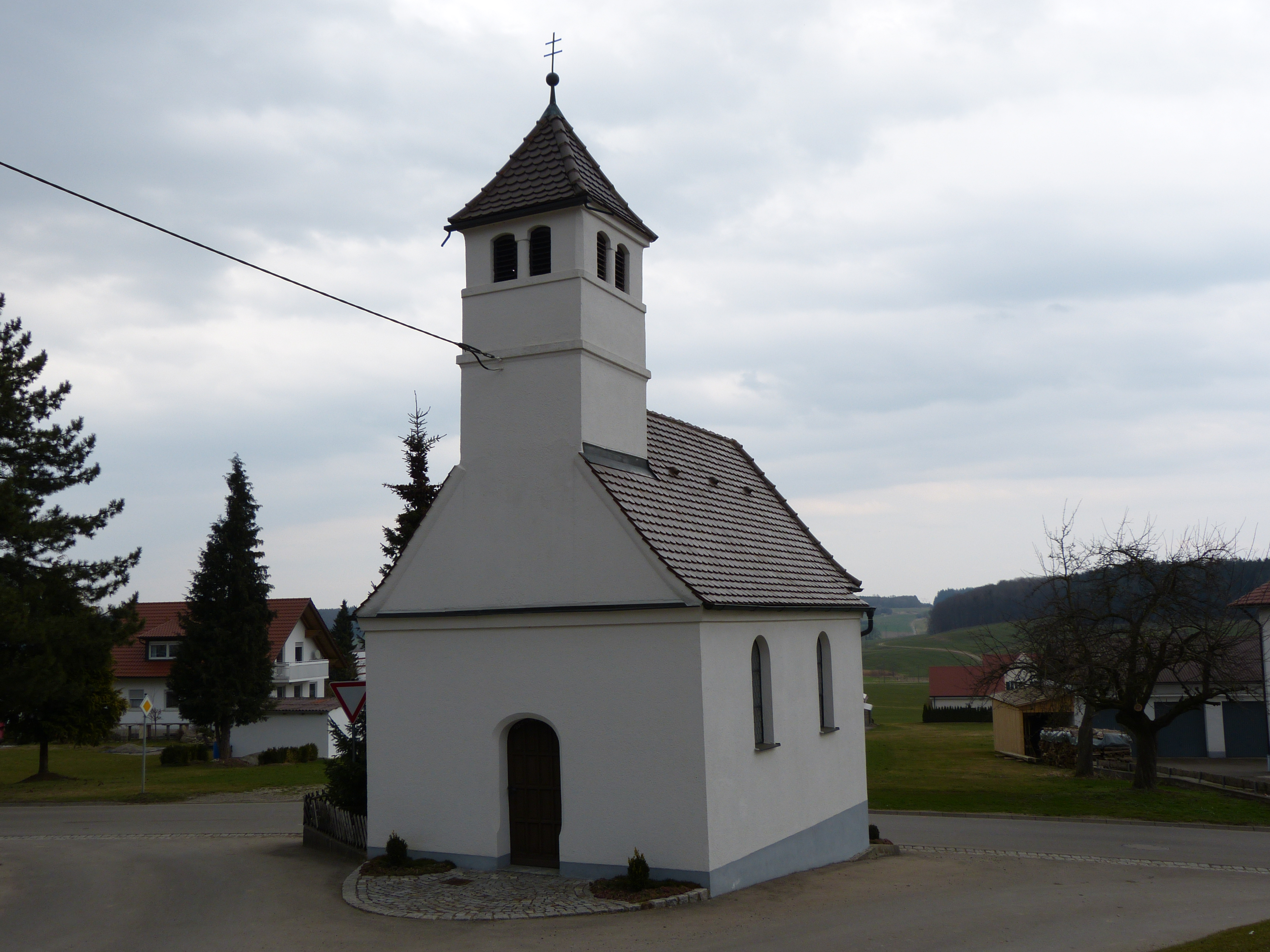
Kapelle St. Joseph in Inneberg

Die römisch-katholische Kapelle St. Joseph befindet sich in Inneberg, einem Ortsteil der Gemeinde Egg an der Günz, im Landkreis Unterallgäu, Bayern. Das Gebäude aus dem 18. Jahrhundert steht unter Denkmalschutz.

## Geschichte
Im Jahr 1773 wurde ein Consens zur Errichtung einer Kapelle in Inneberg erteilt. In der Folge wurde daraufhin die Kapelle St. Joseph in der Mitte des Ortes auf einem, in Richtung Osten, abfallenden Gelände errichtet.

## Baubeschreibung
Das kleine Kapellengebäude besteht aus einem Saal mit zwei Fensterachsen aus Rundbogenfenstern. An diesen Saal schließt sich die eingezogene Apsis mit einem 5/8-Grundriss an. In den Schrägachsen der Apsis sind wie im Saal Rundbogenfenster vorhanden. Innen ist die Kapelle mit einer Flachdecke über einer Kehle gedeckt. Um das Jahr 1920 entstand die Bemalung der Decke und der Wände im Innenraum. Die Kapelle ist mit einem einheitlichen Satteldach gedeckt, aus diesem Grund sind die Wände der Apsis, im Vergleich zum restlichen Gebäude, leicht erhöht. Außen umlaufend ist ein profiliertes Traufgesims vorhanden, das auch an der Sohle des Westgiebels fortgeführt wird. Oberhalb des Westgiebels ist ein quadratischer Dachreiter mit Zeltdach aufgesetzt. Dieser ist mittels zweier Gurtgesimse in drei Abschnitte gegliedert. Im obersten Abschnitt sind paarweise stichbogige Schallöffnungen mit gemeinsamen runden Mittelpfosten vorhanden.

## Innenausstattung
In der Mitte des 19. Jahrhunderts wurde der aus Holz gefertigte, marmorierte Altar geschaffen. Der Stipes ist blockförmig, darüber erhebt sich ein rundbogiger Aufbau mit zwei Säulen. Auf diesen befinden sich zwei stehende Engelsfiguren. Entlang des Rundbogens ist ein Fries mit Akroterion und Kreuz im Scheitel angebracht. Das Altarbild stellt die Heilige Familie dar und stammt aus dem 19. Jahrhundert, wobei der untere Teil vermutlich eine Kopie eines barocken italienischen Meisters ist. Die Engel im oberen Bereich sind in nazarenischem Stil gemalt.
Das Gestühl stammt aus dem 18. Jahrhundert und besitzt zum Teil geschwungene Brettwangen. Daneben befinden sich noch mehrere gefasste Holzfiguren in der Kapelle. Um das Jahr 1600 wurde das Vortragekruzifix mit Corpus geschaffen, der hl. Rochus stammt aus dem Ende des 17. Jahrhunderts. Vermutlich aus dem 18. Jahrhundert stammt das kleine volkstümliche Vortragekruzifix. An der Außenfassade des Chorscheitels befindet sich ein Kruzifix aus dem 18. Jahrhundert.